# Mario Castillo
Mario Alfonso Castillo Díaz (San Miguel; 21 de octubre de 1951) es un futbolista salvadoreño retirado.

## Trayectoria
Apodado Macora, comenzó su carrera en el Dragón local a los 18 años y luego jugó en el Águila, con quien ganó 3 ligas y la única Copa de Campeones de la Concacaf del club.
En 1978, se unió al equipo repleto de estrellas del Santiagueño, ganando otro título de liga con ellos. Se mudó a Alianza en 1984 antes de regresar al Águila para terminar su carrera con ellos.

## Selección nacional
Ha representado a El Salvador en 7 partidos de clasificación para la Copa Mundial de la FIFA, pero sobre todo jugó en la Copa Mundial de 1982 en España.

### Participaciones en Copas del Mundo
| Mundial                        | Sede   | Resultado    |
| ------------------------------ | ------ | ------------ |
| Copa Mundial de Fútbol de 1982 | España | Primera fase |

## Clubes
| Club             | País        | Año       |
| ---------------- | ----------- | --------- |
| C.D. Dragón      | El Salvador | 1970-1971 |
| C.D. Águila      | El Salvador | 1972-1977 |
| C.D. Santiagueño | El Salvador | 1978-1983 |
| Alianza F.C.     | El Salvador | 1984-1985 |
| C.D. Águila      | El Salvador | 1986-1987 |

## Palmarés

### Títulos nacionales
| Título           | Equipo      | País        | Año     |
| ---------------- | ----------- | ----------- | ------- |
| Primera División | Águila      | El Salvador | 1972    |
| Primera División | Águila      | El Salvador | 1975-76 |
| Primera División | Águila      | El Salvador | 1976-77 |
| Primera División | Santiagueño | El Salvador | 1979-80 |

### Títulos internacionales
| Título                           | Equipo | País        | Año  |
| -------------------------------- | ------ | ----------- | ---- |
| Copa de Campeones de la Concacaf | Águila | El Salvador | 1976 |